# Ментит
Ментит (англ. Lake of Menteith, гэльск. Loch Innis Mo Cholmaig) — небольшое пресноводное озеро в Шотландии, в административном округе Стерлинг, на юго-западной границе национального парка Лох-Ломонд-энд-те-Троссахс.

## География
Расположено в центральной части Шотландии, в бассейне реки Форт, в 20 км к западу от Стерлинга. Единственное поселение на берегах озера — деревня Порт-оф-Ментит. На озере находится несколько островов, крупнейший из которых — Инчмахоум — известен расположенным на нём приоратом (монастырём) Inchmahome Priory, в 1547 году служившим прибежищем четырёхлетней Марии Стюарт.

## Название
Озеро известно тем, что является единственным естественным водоёмом в Шотландии, который называется «лейк» (англ. lake), а не «лох» (англ. loch). До XIX века чаще употреблялось более стандартное «Loch of Menteith». Причины такого переименования достоверно неизвестны, но существует мнение, что оно произошло от неправильного прочтения голландскими картографами названия прилегающей низменности ««Laich o Menteith», где «Laich» в переводе с гэльского означает «низкое место».

## Кёрлинг
Озеро в целом мелководное, поэтому изредка замерзает даже в условиях относительно мягкого шотландского климата.
В 1963 и 1975 годах, когда толщина льда позволяла, на озере проходили два последних Grand Match — одного из самых известных и престижных турниров по кёрлингу на открытом воздухе (бонспиелей), в котором традиционно друг другу противостоят команды севера и юга страны. В январе 2010 году после нескольких морозных недель обсуждалась возможность проведения первого за 30 лет турнира, однако он был запрещен из соображений безопасности.